# Borówki (Grande-Pologne)
Pour les articles homonymes, voir Borówki.
Borówki est une localité polonaise de la gmina de Szamocin, située dans le powiat de Chodzież en voïvodie de Grande-Pologne.